# Leymus sphacelatus
Leymus sphacelatus är en gräsart som beskrevs av Galina A. Peschkova. Leymus sphacelatus ingår i släktet strandrågssläktet, och familjen gräs. Inga underarter finns listade i Catalogue of Life.